# Xanthorhoe ruandana
Xanthorhoe ruandana är en fjärilsart som beskrevs av Debauche 1938. Xanthorhoe ruandana ingår i släktet Xanthorhoe och familjen mätare. Inga underarter finns listade i Catalogue of Life.